# 王广龄
王广龄（1876年—1916年4月12日）别号勰吉，广东省南海县人，清朝及中华民国高级警察。

## 生平
王广龄毕业于日本警监学校。归国后，历任清朝广东巡警道课长，广东警察教练所教员。1912年，任云南蒙自督办，云南省警察总办，是政学系成员。1915年，任广东警察厅长。
1916年4月12日，王广龄在广州海珠岛发生的海珠事变中遇袭身亡。